# Mărci poștale „Germania”

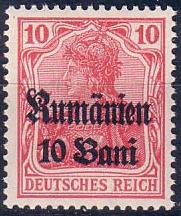
Marcă poştală „Germania”

Mărcile poștale „Germania” sunt mărci poștale uzuale care au fost puse în circulație în Germania. Ca desen aveau o figură alegorică, simbol al Germaniei și legenda REICHSPOST, în anul 1900 și DEUTSCHES REICH, în perioada 1902 -1922. În filatelie sunt cunoscute sub denumirea de „Germania-Marken”. 